# 太阁立志传 (游戏)
《太阁立志传》是一款由光荣公司制作和发行的戰略角色扮演遊戲，為太閤立志傳系列第1作。最初于1992年在PC-98平台发行，后移植至Mega Drive和超级任天堂等平台。
遊戲背景為日本戰國時代，玩家扮演织田信长手下的丰臣秀吉，以月為單位完成信长交付的命令來獲得功勳，進而一步步發展自己的勢力。豐臣共有6个能力值，分别为内政、外交、统率、武力、魅力和野心，能力值的上限为100，另有10个可修練技能。